# آرتورو فروندیزی
آرتورو فروندیزی (اسپانیایی: Arturo Frondizi‎؛ ۲۸ اکتبر ۱۹۰۸ – ۱۸ آوریل ۱۹۹۵) سیاست‌مدار و وکیل اهل آرژانتین بود.
وی از سال ۱۹۵۸ تا ۱۹۶۲ رئیس‌جمهور آرژانتین و از سال ۱۹۵۴ تا ۱۹۶۳ رئیس حزب اتحادیه مدنی رادیکال آرژانتین بوده‌است